# Công viên Khánh Hội
Công viên Khánh Hội hay còn gọi là công viên Cát, là công viên ở Quận 4 Tp.Hồ Chí Minh. Đây là công viên lớn nhất của quận 4, diện tích khoảng 4,9 ha. Công viên nằm về phía tây của quận, mặt phía nam là đường Vĩnh Hội, mặt phía bắc là đường Khánh Hội chạy theo hướng tây bắc-đông nam. Công viên trồng nhiều loại cây gỗ khác nhau, như: phúc, lim xẹt, cốp, lộc vừng, muồng hoa đào, lát hoa, me,...
Từ năm 1985 chính quyền địa phương đã có dự định mở rộng diện tích công viên. Trong đó sẽ giải tỏa các khu ổ chuột lân cận, mở rộng thêm để đạt diện tích 22,5 ha đất. Nhưng việc mở rộng vì nhiều lý do vẫn chưa được thực hiện. Năm 2019, Đài Phun nước công viên Khánh Hội được xây dựng và đưa vào sử dụng, công trình nằm trong khu vực có diện tích 4.000 m2. Công viên này thường được mệnh danh là "lá phổi xanh của quận 4".